# Radebeuler BC 08
Radebeuler BC 08 is een Duitse voetbalclub uit de stad Radebeul, in de deelstaat Saksen.

## Geschiedenis
De club werd opgericht in 1908 en sloot zich aan bij de Midden-Duitse voetbalbond. tijdens de Eerste Wereldoorlog fuseerde de club kort met Brandenburg 01 Dresden, maar na de oorlog werd de fusie ongedaan gemaakt. In 1923 promoveerde de club naar de hoogste klasse van Oost-Saksen en was daar de enige van tien clubs die niet uit Dresden kwam. Na twee achtste en een negende plaats degradeerde de club in 1926/27. Hierna kon de club niet meer promoveren naar de hoogste klasse.
Na de Tweede Wereldoorlog werden alle Duitse clubs ontbonden. RBC werd heropgericht als SG Radebeul-Ost. In 1947 werd de naam ALCID Radebeul en later BSG Chemie Radebeul. De club speelde voornamelijk in de lagere reeksen en kon maar enkele seizoenen in de Bezirksliga Dresden spelen, de derde klasse.
Na de Duitse hereniging werd de naam BSV Chemie Radebeul aangenomen. In 1998 fuseerde de club met Planeta Radebeul en nam hierop opnieuw de historische naam aan. In 2014 degradeerde de club uit de Sachsenliga. Na drie seizoenen kon de club terugkeren.